# بطولة ويمبلي الدولية 1991
بطولة ويمبلي الدولية 1991 (بالإنجليزية: Makita Tournament 1991)‏ هو موسم من بطولة ويمبلي الدولية، أقيم بتاريخ 1991، وفاز فيه نادي سامبدوريا.